# Castello di Luzzara
Il castello di Luzzara era una roccaforte presumibilmente risalente al XI secolo situata ad Luzzara in provincia di Reggio Emilia.

## Collocazione e storia
Con l'avvento al potere nel 1328 dei Gonzaga a Mantova, il castello di Luzzara venne ulteriormente fortificato ed ampliato, con la costruzione di piccole torri, fossato e mura.
Il 17 luglio 1557 Massimiliano Gonzaga, signore di Luzzara, vendette il feudo a Guglielmo Gonzaga, duca di Mantova, che provvide a spianare le mura, salvando solamente una parte.
Del castello non rimane alcuna traccia.